# Aciphylla colensoi
Aciphylla colensoi Hook.f. – gatunek roślin z rodziny selerowatych (Apiaceae Lindl.). Występuje endemicznie w Nowej Zelandii.

## Rozmieszczenie geograficzne
Gatunek jest rozprzestrzeniony od góry Hikurangi na Wyspie Północnej do regionu Canterbury na Wyspie Południowej.

## Morfologia
PokrójRośnie w postaci pojedynczej lub wielokrotnej rozety, która osiąga do 40–50 cm wysokości i 90 cm średnicy.
LiścieSztywne, długie i wąskie, z bardzo ostro zakończonymi wierzchołkami. Rozłożone są we wszystkich kierunkach. Mają najczęściej zieloną lub szarozieloną barwę z pomarańczowymi bądź czerwonawymi przebarwieniami.
KwiatyZebrane są w baldachy, a te z kolei w kwiatostan złożony na łodydze, która może osiągnąć do 1 m wysokości. Kwiaty są drobne i mają żółtawą barwę. Między kwiatami znajdują się długie i wąskie kolce.

## Biologia i ekologia
Roślina zielna. Występuje w klimacie subalpejskim na wysokości od 900 do 1500 m n.p.m. Naturalnymi stanowiskami są zarośla i łąki, najczęściej w miejscach wilgotnych.
Dawniej uważano, że gatunek ten wytworzył kolce na kwiatostanach, aby je chronić przed żerowaniem, wymarłych obecnie, ptaków moa. Jednak ten pogląd został obalony ze względu na łatwość żerowania przez sprowadzone zwierzęta, takie jak owce, króliki czy zające. Bardziej prawdopodobnym wyjaśnieniem jest to, że charakterystyczne kolce wytworzyły się pod wpływem środowiska. Mają one za zadanie chronić roślinę przez odwadniającym oddziaływaniem wiatrów.